# أحمد علاء الدين (لاعب كرة قدم)
أحمد علاء الدين عبد المتعال، من مواليد 31 يناير 1993 في قطر، وهو لاعب كرة قدم قطري من أصل مصري، يلعب في مركز الهجوم مع النادي العربي معار من نادي الغرافة القطري.

## مسيرة اللاعب
بدأ مسيرته الرياضية مع نادي الريان وانتقل إلى نادي الغرافة عام 2017 و أعير إلى النادي العربي في صيف 2024.

## مصدر
1. ↑  "Ahmed Alaaeldin Abdelmotaal". national-football-teams. مؤرشف من الأصل في 2021-11-18. اطلع عليه بتاريخ 2021-12-11.
2. ↑  "FIFA World Cup Qatar 2022: List of players: Qatar" (PDF). الاتحاد الدولي لكرة القدم. 15 نوفمبر 2022. ص. 23. مؤرشف من الأصل (PDF) في 2022-11-22. اطلع عليه بتاريخ 2022-11-22.
3. ↑  "معلومات عن أحمد علاء الدين (لاعب) على موقع footballdatabase.eu". footballdatabase.eu. مؤرشف من الأصل في 2019-06-04.
4. ↑  "معلومات عن أحمد علاء الدين (لاعب) على موقع national-football-teams.com". national-football-teams.com. مؤرشف من الأصل في 2019-06-04.
5. ↑  "معلومات عن أحمد علاء الدين (لاعب) على موقع transfermarkt.com". transfermarkt.com. مؤرشف من الأصل في 2020-03-31.

## المواقع الخارجية
- أحمد علاء الدين على موقع الاتحاد الأوربي (الإنجليزية)
- أحمد علاء الدين على موقع قاعدة بيانات كرة القدم.إي يو (الإنجليزية)
- أحمد علاء الدين على موقع ناشيونال فوتبول تيمز (الإنجليزية)
- أحمد علاء الدين على موقع Soccerway.com (الإنجليزية)
- أحمد علاء الدين على موقع عالم كرة القدم.نت (الإنجليزية)